# Sfințești (gmina)
Sfințești – gmina w Rumunii, w okręgu Teleorman. Obejmuje tylko jedną miejscowość Sfințești. W 2011 roku liczyła 1153 mieszkańców. 